# Ethalia
Ethalia is een geslacht van weekdieren uit de klasse van de Gastropoda (slakken).

## Soorten
- Ethalia bellardii (Issel, 1869)
- Ethalia bysma Herbert, 1992
- Ethalia carneolata Melvill, 1897
- Ethalia catharinae Poppe, Tagaro & Dekker, 2006
- Ethalia electra Herbert, 1992
- Ethalia gilchristae Herbert, 1992
- Ethalia guamensis (Quoy & Gaimard, 1834)
- Ethalia minolina Melvill, 1897
- Ethalia nitida A. Adams, 1863
- Ethalia omphalotropis A. Adams, 1863
- Ethalia polita A. Adams, 1862
- Ethalia rhodomphala E. A. Smith, 1903
- Ethalia rufula Gould, 1861
- Ethalia sanguinea Pilsbry, 1905
- Ethalia striolata (A. Adams, 1855)
- Ethalia variegata (Preston, 1914)

### Taxon inquirendum
- Ethalia nevilli G. B. Sowerby III, 1905

### Synoniemen
- Ethalia (Ethaliella) Pilsbry, 1905 => Ethaliella Pilsbry, 1905
  - Ethalia (Ethaliella) striolata (A. Adams, 1855) => Ethalia striolata (A. Adams, 1855)
- Ethalia (Ethaliopsis) Cossmann, 1918 => Zethalia Finlay, 1926
- Ethalia africana E. A. Smith, 1904 => Teinostoma africanum (E. A. Smith, 1904)
- Ethalia atomaria A. Adams, 1861 => Teinostoma atomaria (A. Adams, 1861)
- Ethalia brazieri Angas, 1877 => Rotostoma brazieri (Angas, 1877)
- Ethalia candida A. Adams, 1862 => Leucorhynchia candida (A. Adams, 1862)
- Ethalia capillata Gould, 1862 => Ethaliella capillata (Gould, 1862)
- Ethalia diotrephes Melvill, 1910 => Teinostoma diotrephes (Melvill, 1910)
- Ethalia floccata G. B. Sowerby III, 1903 => Ethaliella floccata (G. B. Sowerby III, 1903)
- Ethalia jucunda Melvill, 1904 => Teinostoma jucundum (Melvill, 1904)
- Ethalia lirata E. A. Smith, 1872 => Leucorhynchia lirata (E. A. Smith, 1872)
- Ethalia multistriata A. E. Verrill, 1884 => Solariorbis multistriatus (A. E. Verrill, 1884)
- Ethalia perspicua A. Adams, 1861 => Teinostoma perspicuum (A. Adams, 1861)
- Ethalia philippii (A. Adams, 1854) => Monilea philippii A. Adams, 1854
- Ethalia plicata E. A. Smith, 1872 => Leucorhynchia plicata (E. A. Smith, 1872)
- Ethalia sobrina A. Adams, 1861 => Lissotesta sobrina (A. Adams, 1861)
- Ethalia tasmanica Tenison Woods, 1877 => Modulus modulus (Linnaeus, 1758)